# Isicabu henriki
Isicabu henriki är en spindelart som beskrevs av Griswold 200. Isicabu henriki ingår i släktet Isicabu och familjen Cyatholipidae.
Artens utbredningsområde är Tanzania. Inga underarter finns listade i Catalogue of Life.